# Кримський академічний театр ляльок
Кри́мський теа́тр ляльо́к — республіканський (АРК) театр ляльок, що працював в місті Сімферополі починаючи від 1939 року. На початку 2018 року був знесений російською окупаційною владою.

## Історія
Офіційно вважається, що Кримський театр ляльок створений у 1939 році, але насправді завдяки ентузіастам ляльки з'явилися в Криму задовго до цієї події. Так, на початку 1934 року вихователька дитячого саду № 18 міста Сімферополя Марія Костянтинівна Шуринова уперше вивчила з дітьми вірш за допомогою веселого Петрушки, якого зробила своїми руками. Незабаром її ініціативу підтримали інші вихователі — Марія Федорівна Руденко і Тамара Абрамівна Сінані. Утрьох вони стали створювати напівімпровізовані лялькові спектаклі. У 1937 році в Москві проходив Перший Всесоюзний огляд театрів ляльок, на якому ляльки кримчан одержали схвалення С. І. Єфімова. 
Відтак, у 1938 році Марію Федорівну послали в Москву на режисерські курси, якими керував С. Образцов. Освоївши гру з тростьовими ляльками, М. Ф. Руденко часто використовувала цю нову на ті часи систему при постановці п'єс. З Москви вона привезла готовий спектакль «Колобок», що йшов на сцені театру до 1953 року. 
Нарешті 9 жовтня 1938 року Рада Народних Комісарів Кримської АРСР ухвалила організувати з 1939 року у Сімферополі при театрові юного глядача дитячий пересувний театр ляльок для обслуговування колгоспів і радгоспів. Першим директором пересувного театру ляльок була М. К. Шуринова. Вона сама писала п'єси, була художником і бутафором, вела облік діяльності театру.
У період німецько-радянської війни театр ляльок працював в окупованому Сімферополі. 16 квітня 1944 року пересувний театр перейшов у відання Управління у справах мистецтв. Він одержав нову назву — Кримський державний театр ляльок.
1960-ті стали періодом творчого піднесення сімферопольських лялькарів — це період напружених пошуків у режисурі, художньому оформленні спектаклів і акторському пошуку. У 1963 році на базі Кримського театру ляльок проходило засідання Української секції УНІМА. Спектаклі «Тимка з блакитної планети» В. Орлова (режисер А. Кириловський, художник В. Майоров, художник-скульптор М. Бондаренко) і «Шкідливий вітамін» Ю. Єлисеєва (режисер А. Кириловський, художник М. Бондаренко, художник-скульптор В. Майоров) одержали високу оцінку. 
Тоді ж уперше в Кримському театрі ляльок застосували механічне обладнання, що дозволяло відкривати рота, керувати очима ляльок, були й інші суто новаторські на той час знахідки — це відбулося у спектаклі «Нерозмінний карбованець» Ю. Єлисеєва. 
У 1970-х роках афіша театру була оригінальною за рахунок співдружності з сімферопольським поетом-драматургом В. Орловим, що подарував колективу чимало своїх п'єс. Серед них — «Веселий маскарад», «Подивися на себе», «Як стати велетнем», «Петіна п'ятірка», «Ніколи не згасне». Спектаклями-«відкриттями» кримських лялькарів цього деятиліття стали «Стійкий олов'яний солдатик» В. Данилевича за Г. К. Андерсеном (художник А. Гончарук), балет і опера «Казки Чуковського», «Шукай вітру в полі» В. Ліфшиця, «Хлопчик-зірка» О. Вайльда з «дивними» ляльками А. Чечика, «Бик, осел і зірка» М. Бартенєва, А. Усачова.  
У 1978 році головним режисером Кримського театру ляльок став Б. Азаров. Його талант розкрився в м'яких, ліричних спектаклях для дітей, таких як «Кішки-мишки» за мотивами п'єси Ю. Чеповецького, «Ай да Мицик!» і «Коли розквітають ромашки» Р. Москової. 
У вересні 2000 року Кримський театр ляльок провів I Міжнародний фестиваль театрів ляльок у Криму, присвячений 60-річчю з дня заснування театру. У серпні 2001 року пройшов II Міжнародний фестиваль театрів ляльок у Криму, у якому брали участь 13 театрів ляльок з Білорусі, Угорщини, Польщі, Росії, України. Директором театру до своєї смерті у 2013 році був заслужений діяч мистецтв України Азаров Борис Іванович.
Після російської окупації Криму так зване Міністерство культури Криму спочатку оголосило про знесення будівлі театру у 2016 році. Оформлення документів тривало до 2018 року. Роботи зі знесення одноповерхової будівлі Кримського академічного театру ляльок у Сімферополі відбулись на початку 2018 року.

## Керівники театру
- від 1939 — Шуринова Марія Костянтинівна, Руденко Марія Федорівна.
- від 1951 — головний режисер Трапані А. П.
- від 1961 — головний режисер Кирилловський А. А.
- від 1963 до 1976 — головний режисер, заслужений артист РРФСР Морозов Сергій Петрович.
- від 1978 до 2013 — заслужений діяч мистецтв України Азаров Борис Іванович.

## Репертуар та діяльність
Діючий репертуар Кримського театру ляльок (2000-ні) нараховує понад 25 спектаклів. Серед них: 
- «Казка перекидом»  Ю. Чеповецького;
- «Каштанка» А. Чехова;
- «Чарівне кільце» Б. Шергіна;
- «Арлекін, чи слуга трьох панів» Х. Юрковського;
- «За щучим велінням» Є. Тараховської;
- «Петрушка і К°» Б. Азарова;
- «Принцеса-стрибунка» Л. Дворського;
- «Гасан - шукач щастя» Є. Сперанського;
- «Айболить і Бармалей» У. Коростишева;
- «Український вертеп» (за українськими традиціями).

Кримський театр ляльок є призером і дипломантом багатьох Міжнародних фестивалів і конкурсів: 4 Міжнародний фестиваль театрів ляльок (м. Ужгород, 1997), «Театр у валізі» (м. Ломжа, Польща, 1998, 2001), «Київ травневий» (м. Київ, 2000), «55 років Лікурічі» (м. Кишинів, 2000), «Золотий Телесик» (м. Львів, 1999), «Подільска лялька» (м. Вінниця, 1999), «Різдвяна містерія» (м. Луцьк, 1999, 2001), Фестиваль у місті Араді (Румунія, 2001), Фестиваль С. Образцова (м. Москва, 2001). 
Колектив нагороджений Почесною грамотою Президії Верховної Ради Автономної Республіки Крим за участь у I Міжнародному фестивалі театрів ляльок у Криму.

## Галерея

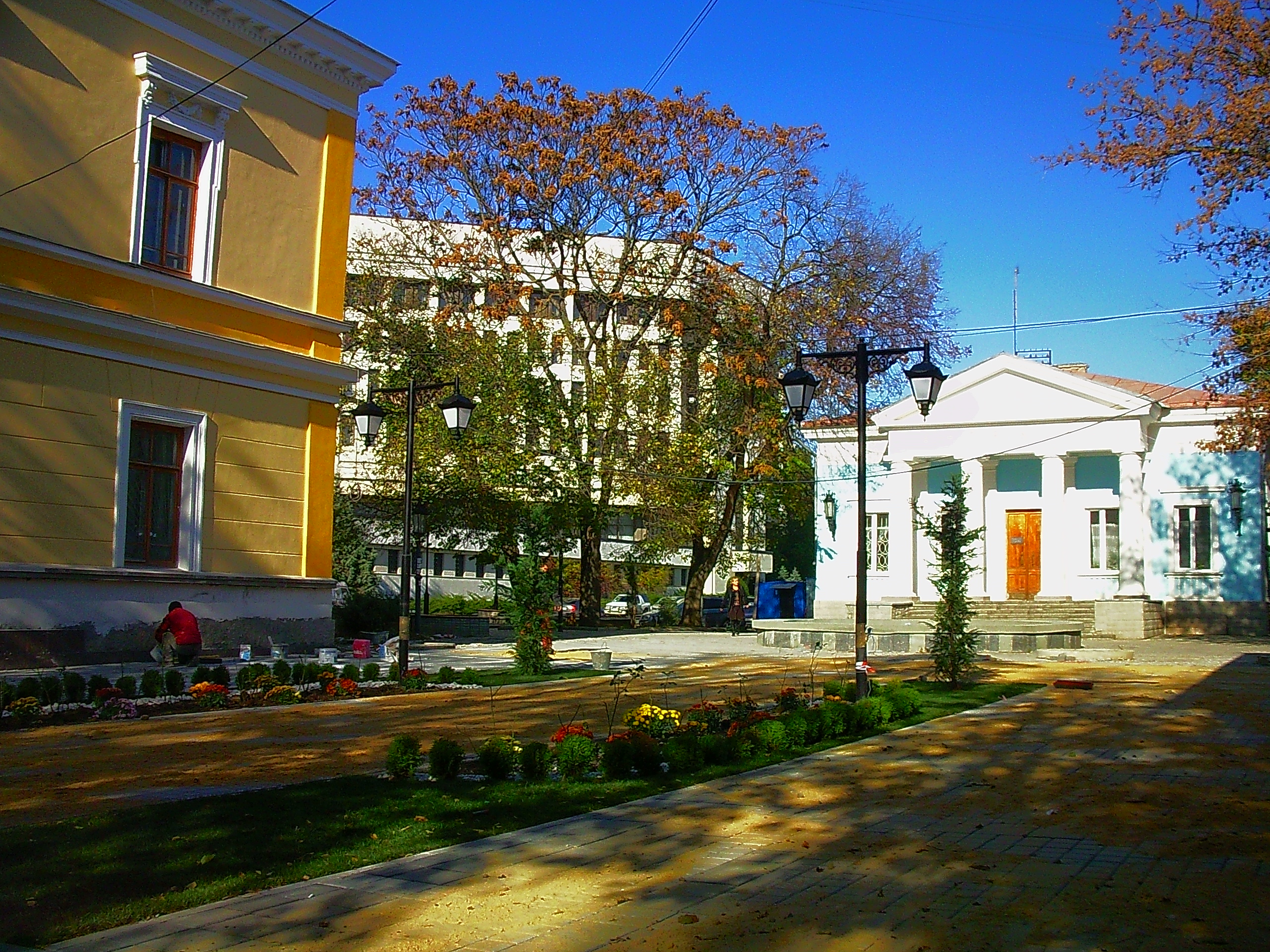
Площа перед театром, 2011 рік.
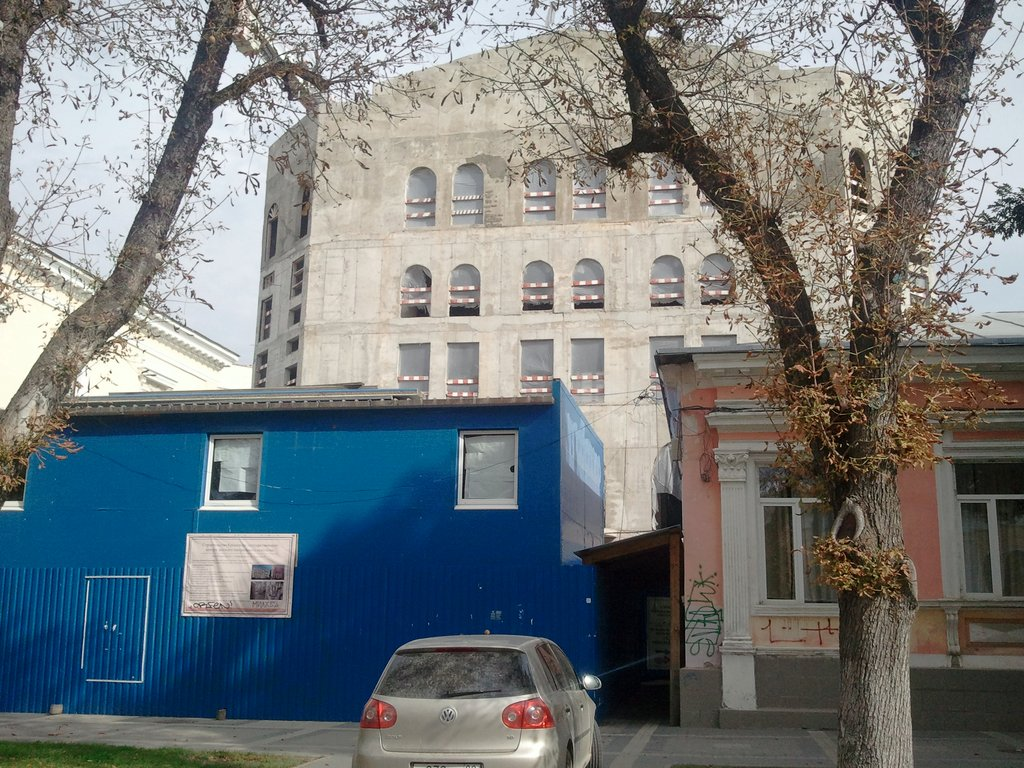
Територія після знесення будівлі театру. 10 жовтня 2020 року.